# 越前東郷駅
越前東郷駅（えちぜんとうごうえき）は、福井県福井市東郷二ケ町にある、西日本旅客鉄道（JR西日本）越美北線（九頭竜線）の駅である。

## 歴史
- 1960年（昭和35年）12月15日：国鉄越美北線越前花堂駅 - 勝原駅間開通時に開設[1][2]。無人駅[3]。
- 1984年（昭和59年）4月1日：無人駅化[4]。
- 1987年（昭和62年）4月1日：国鉄分割民営化に伴い、JR西日本の駅となる[1]。
- 2004年（平成16年）
  - 7月18日：豪雨に伴い、越美北線全線運休。
  - 9月11日：越前花堂駅 - 当駅 - 一乗谷駅間運行再開。同時に業務委託駅化（暫定的）。
    - 一乗谷駅への代行バス乗入が出来ないため、列車から代行バスへの乗換は当駅で行う。
- 2007年（平成19年）6月30日：最後まで不通であった一乗谷駅 - 美山駅間運行再開、よって豪雨から3年振りに全面再開。代行バス運行終了。
- 2008年（平成20年）4月1日：再度無人駅化。
- 2022年（令和4年）11月27日：駅舎リニューアル完成、記念式典実施[5]。

## 駅構造
単式ホーム1面1線を有する地上駅（停留所）。元々は島式ホーム1面2線であり朝に通学輸送で福井 - 越前東郷間の区間列車設定もあったが、JR化後に駅舎側1線（旧・上り線）を保線車両留置線へ転用した。
金沢支社管理の無人駅。自動券売機が設置されている（但し、2009年10月時点では設置されていなかった）。有人駅時代の駅舎がそのまま使用されている。CTC化までは駅員が終日配置されていた（但し末期は運転要員のみ配置）。豪雨災害からの部分復旧がされた2004年9月11日から2008年3月31日までは業務委託駅（ジェイアール西日本金沢メンテック受託）であった。
2022年11月に駅舎がリニューアルされた。一部時間帯で全ドアが開く。

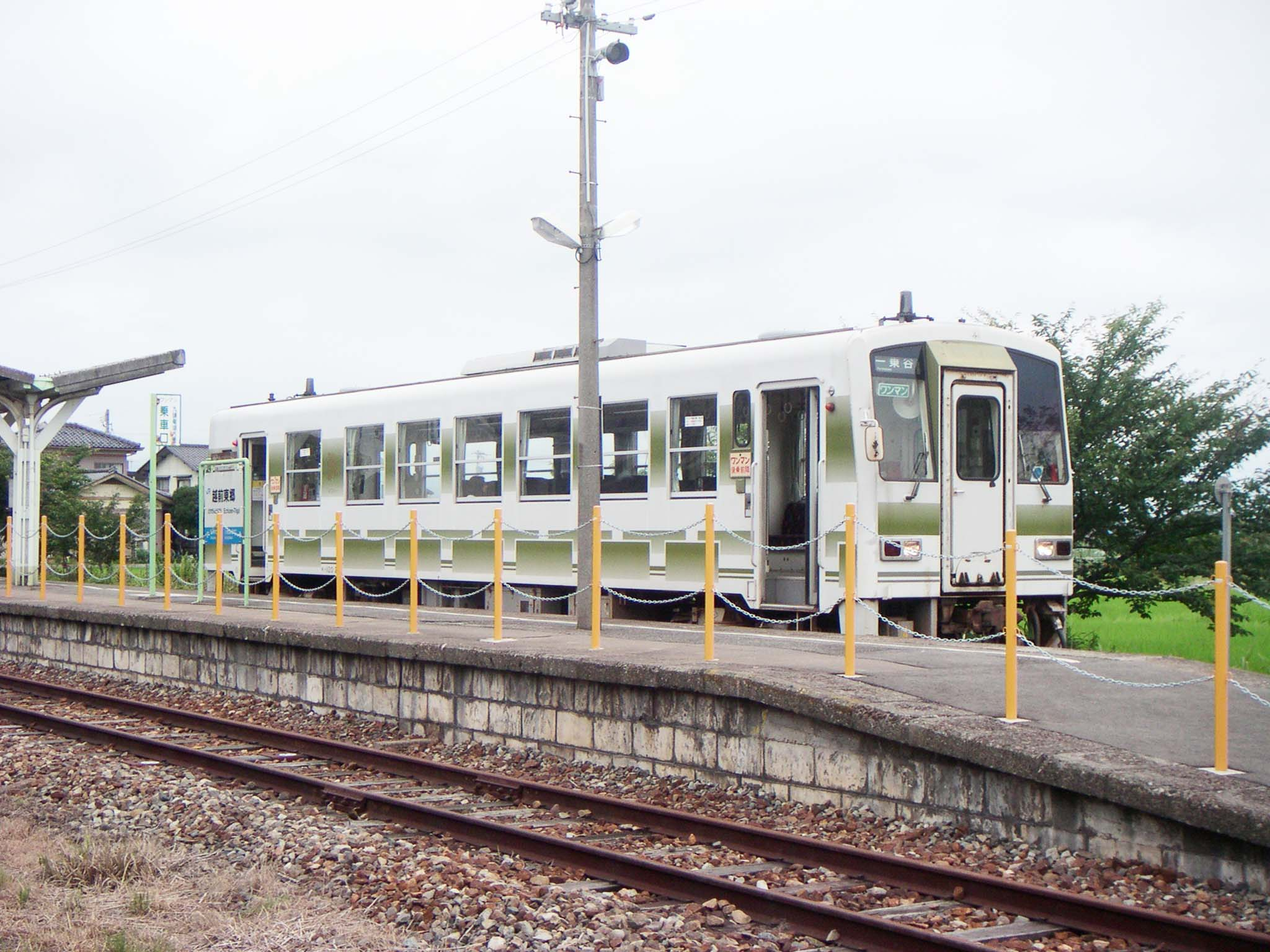
ホーム（2005年）
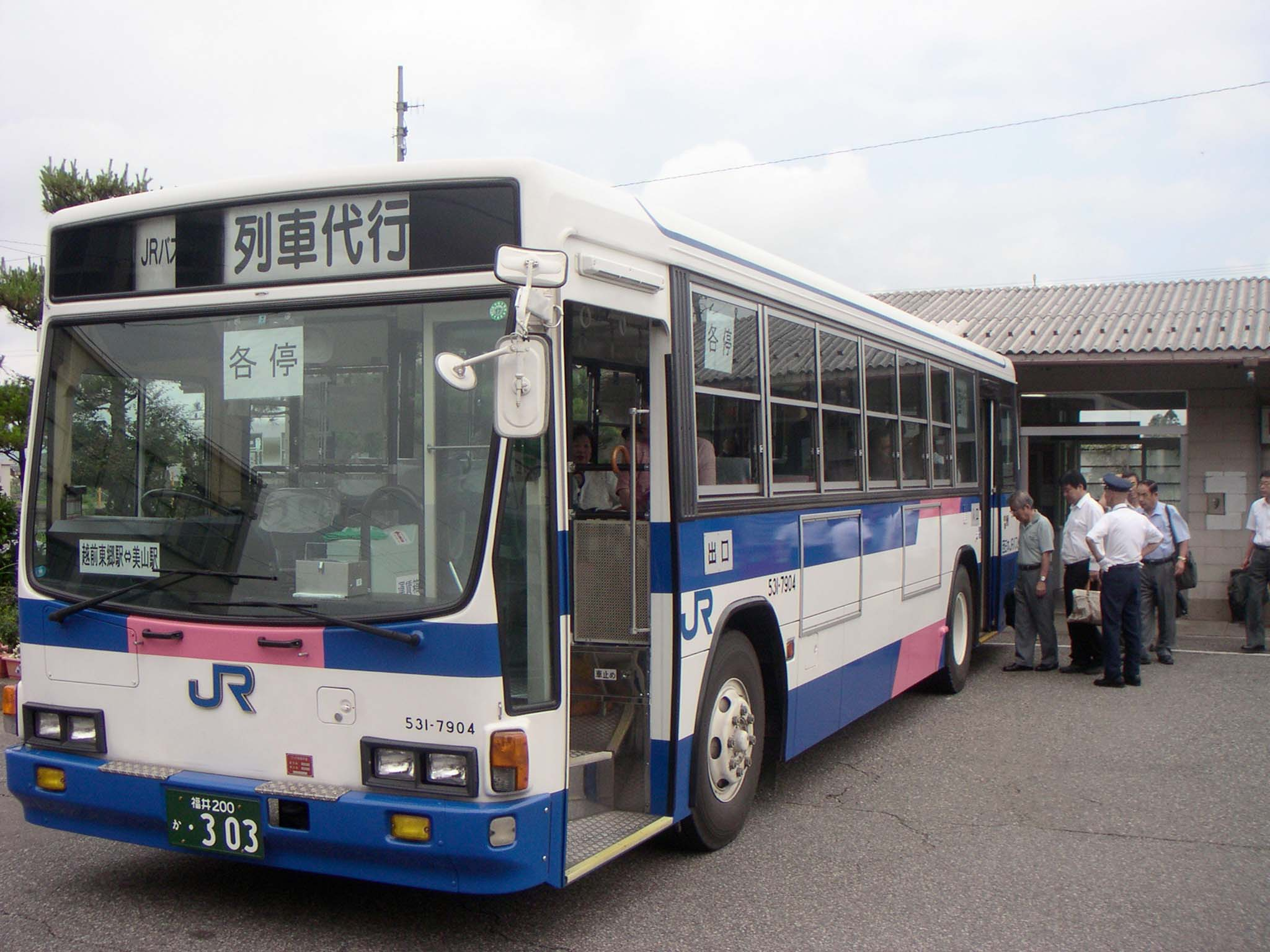
越美北線代行バス 越前東郷駅前にて（2005年）
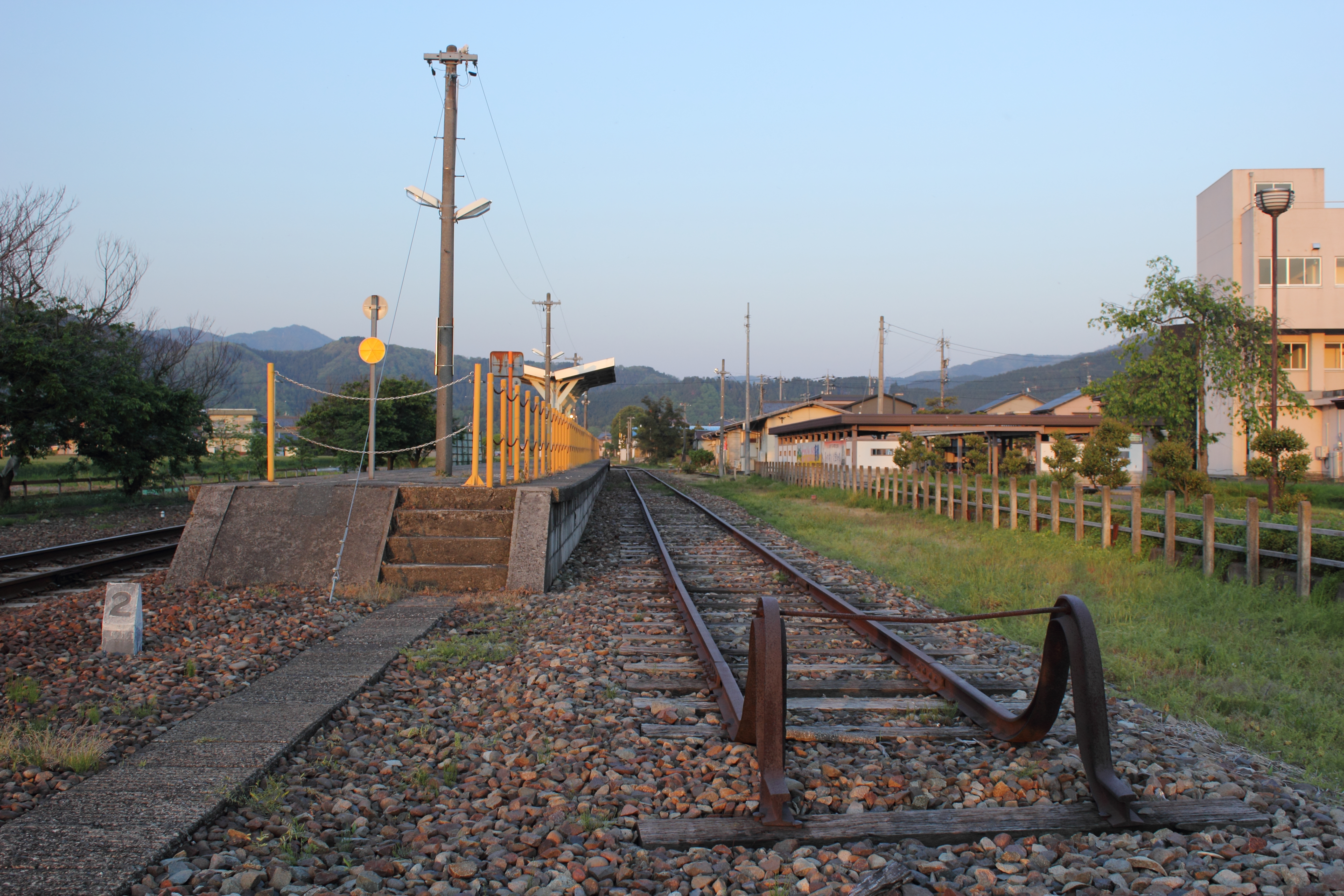
旧上り線（2013年）
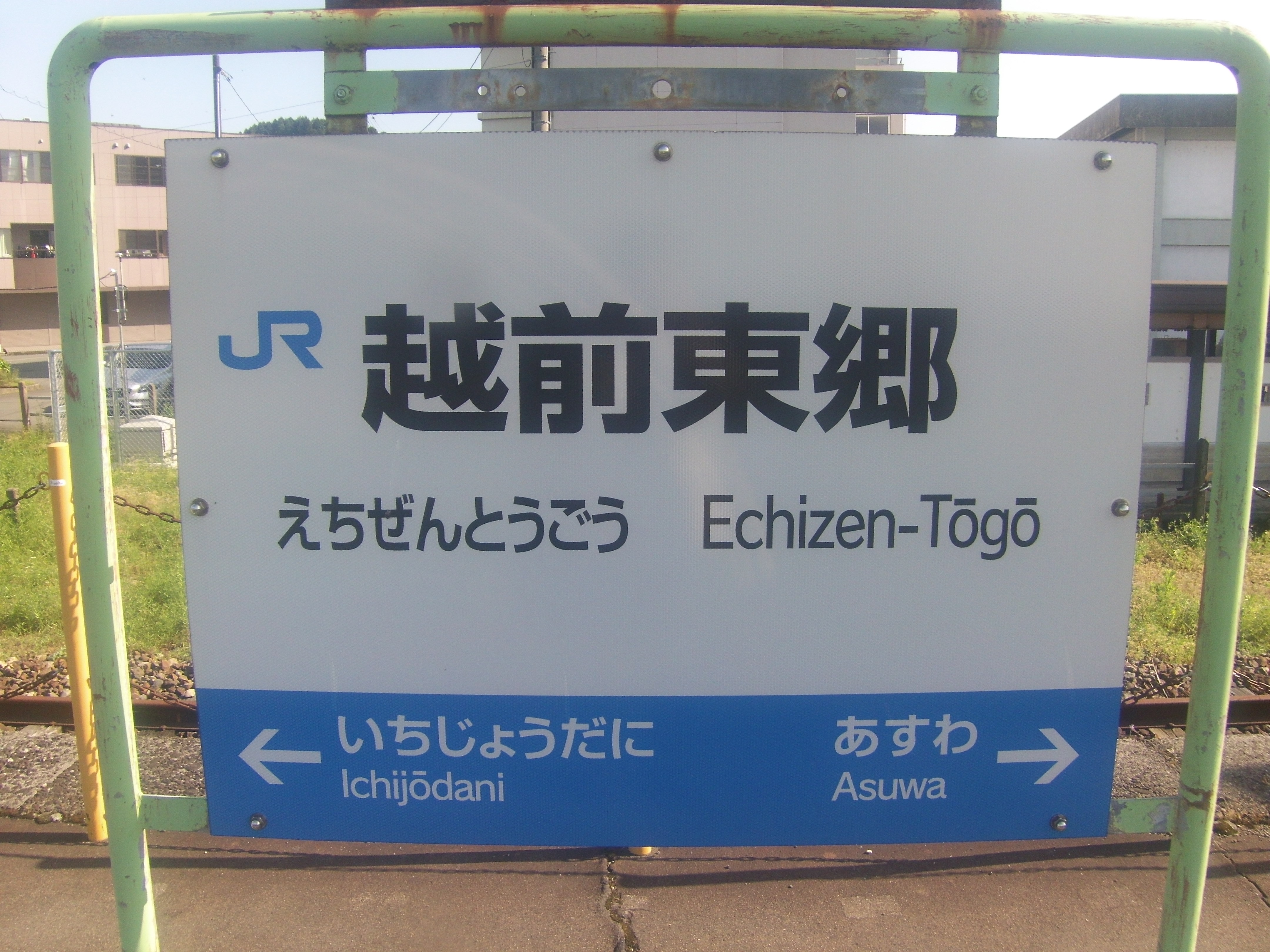
駅名標

## 利用状況
| 年度               | 1日平均乗車人員 |
| ------------------ | --------------- |
| 1960年（昭和36年） | 255             |
| 1961年（昭和36年） | 368             |
| 1962年（昭和37年） | 413             |
| 1963年（昭和38年） | 516             |
| 1964年（昭和39年） | 579             |
| 1965年（昭和40年） | 632             |
| 1966年（昭和41年） | 661             |
| 1967年（昭和42年） | 603             |
| 1968年（昭和43年） | 521             |
| 1969年（昭和44年） | 473             |
| 1970年（昭和45年） | 463             |
| 1971年（昭和46年） | 421             |
| 1972年（昭和47年） | 402             |
| 1973年（昭和48年） | 381             |
| 1974年（昭和49年） | 437             |
| 1975年（昭和50年） | 424             |
| 1976年（昭和51年） | 446             |
| 1977年（昭和52年） | 395             |
| 1978年（昭和53年） | 379             |
| 1979年（昭和54年） | 358             |
| 1980年（昭和55年） | 341             |
| 1981年（昭和56年） | 334             |
| 1982年（昭和57年） | 316             |
| 1983年（昭和58年） | 263             |
| 1984年（昭和59年） | 50              |
| 1985年（昭和60年） | 190             |
| 1986年（昭和61年） | 182             |
| 1987年（昭和62年） | 194             |
| 1988年（昭和63年） | 173             |
| 1989年（平成元年） | 166             |
| 1990年（平成2年）  | 119             |
|                    |                 |
| 1999年（平成11年） | 110             |
| 2000年（平成12年） | 108             |
| 2001年（平成13年） | 72              |
| 2002年（平成14年） | 61              |
| 2003年（平成15年） | 74              |
| 2004年（平成16年） | 73              |
| 2005年（平成17年） | 74              |
| 2006年（平成18年） | 66              |
| 2007年（平成19年） | 75              |
| 2008年（平成20年） |                 |
| 2009年（平成21年） |                 |
| 2010年（平成22年） |                 |
| 2011年（平成23年） | 82              |
| 2012年（平成24年） | 79              |
| 2013年（平成25年） | 71              |
| 2014年（平成26年） | 70              |
| 2015年（平成27年） | 79              |
| 2016年（平成28年） | 74              |
| 2017年（平成29年） | 85              |
| 2018年（平成30年） | 79              |
| 2019年（令和元年） | 72              |
| 2020年（令和2年）  | 49              |

## 駅周辺
- 福井県道180号東郷福井線
- 福井市東郷小学校
- 東郷郵便局
- 福井市東体育館・福井市役所東足羽連絡所
- 槇山城跡：当駅より徒歩約25分

## バス路線
地域住民によって運営しているコミュニティバスが駅前を発着する。
越前東郷駅前
- 東郷おつくねバス[注釈 1][6]
  - せせらぎ号（※月・木曜と第1・3土曜に運行）
    - あさくら水の駅 行

  - まきやま号（※火・金曜と第2・4土曜に運行）
    - 上東郷杵と臼 行

  - 東郷地域コミュニティバス運行協議会が運営し、福井交通へ運行を委託している。

- 酒生いきいきバス（※冬季の平日のみ運行[注釈 2][7]）
  - 左回り（東郷ルート）
    - 前波口 行

  - 右回り（東郷ルート）
    - 高尾口 行

  - 酒生地域コミュニティバス運行協議会が運営し、京福バスへ運行を委託している。

また、駅前から約250 mの福井県道180号東郷福井線上に一般路線バスの停留所がある。
東郷
- 京福バス 62系統（一乗谷東郷線）
  - 東行のりば（朝倉遺跡方面） - 浄教寺 行/鹿俣 行
  - 西行のりば（県立図書館前方面） - 福井駅 行

## 隣の駅
西日本旅客鉄道（JR西日本）
■九頭竜線（越美北線）
足羽駅 - 越前東郷駅 - 一乗谷駅